# كودكس غوتانوس (كتاب)
كودكس غوتانوس (أي المخطوطة في مكتبة غوتا في ألمانيا) هي مخطوطة تعود لبدايات القرن التاسع الميلادي كتبت في فولدا، وكتبها الباحث لوبوس سيرفاتوس رئيس دير فيريير بتكليف من إيبرهارد من فريولي ربما نحو عام 830. تحتوي قوانين فريولي ومقدمة عن تاريخ اللومبارد.